# Halmy Miklós
Halmy Miklós (Erdőbénye, 1931. február 8. – 2021. december 30.) Kossuth-díjas magyar szobrász, grafikus, festő.

## Életútja
Diplomáját 1956-ban szerezte a Budapesti Műszaki Egyetem Hajómérnöki Karán. 1959-ben elvégezte a Kirakatrendező és Dekoratőrképző Szakiskolát, majd 1965-től 1967-ig a párizsi École des Beaux Arts hallgatója volt. Mesterei Marczell György és Hamvas Béla. Tagja volt a Szinyei Merse Pál Társaságnak.

## Díjai, ösztöndíjai
- 1991 • Életmű-díj
- 1992 • Szegedi Nyári Tárlat díja
- 1996 • Munkácsy Mihály-díj
- 2020 • Kossuth-díj

## Kötetei
- A motívum működése. Halmy Miklós Munkácsy Mihály díjas festőművész munkássága, 1960–2000; Püski, Bp., 2002
- Szerkő I. Egyedi periodika; Duranki, Bp., 2014
- Madáritató; szerk. Halmy Miklós; Duranki, Bp., 2019

## Egyéni kiállítások
- 1963 • Fiatal Művészek Klubja, Budapest
- 1964 • Petri-Galla Studió, Budapest
- 1970 • Budapesti Műszaki Egyetem, Martos F. Kollégium, Budapesti Műszaki Egyetem, Budapest
- 1971 • az I. ker.-i Hazafias Népfront Székháza, Budapest
- 1972 • Fényes Adolf Terem, Budapest (önköltséges)
- 1977 • Debreceni Orvostudományi Egyetem Galéria, Debrecen • Művelődési Központ, Kecskemét
- 1981 • Semmelweis Orvostudományi Egyetem Galéria, Budapest • Pataky Galéria, Budapest
- 1986 • Plazmák és kőkertek, Debreceni Orvostudományi Egyetem Galéria, Debrecen
- 1989 • Ernst Múzeum, Budapest
- 1990 • Magyar Intézet, Varsó (PL)
- 1994 • Vigadó Galéria, Budapest
- 1994–1995 • Sárospataki Kollégium és Rákóczi-vár (kat.)
- 1998 • Ferihegyi Galéria, Budapest
- 2004 • Magyar Nemzeti Múzeum Rákóczi Múzeuma, Sárospatak

## Válogatott csoportos kiállítások
- 1962 • Gutenberg Terem, Sárospatak
- 1968 • Fiatal Művészek Klubja, Budapest
- 1971 • Kápolnatárlatok, Balatonboglár
- 1977 • A népművészet szellemében, Katona József Múzeum, Kecskemét
- 1982 • Kodály Zoltán emlékkiállítás, Debrecen
- 1983 • Új Művészetért 1960–1975, Szeged
- 1992 • IV. Táblaképfestészeti Biennálé, Szeged
- 1996 • Gyökerek, Művészetek Háza, Szekszárd
- 1997-1998 • Síkplasztikák, vándorkiállítás

## Művek közgyűjteményekben
- Janus Pannonius Múzeum Modern Képtár, Pécs
- Károlyi Alapítvány, Vence (F)
- Magyar Nemzeti Galéria, Budapest
- Sárospataki Képtár, Vármúzeum, Sárospatak